# Paril Saddle
Der Paril Saddle (englisch; bulgarisch Парилска седловина Parilska sedlowina) ist ein 1390 m hoher Bergsattel auf der Livingston-Insel im Archipel der Südlichen Shetlandinseln. Im Friesland Ridge der Tangra Mountains liegt er zwischen dem St. Boris Peak im Nordosten und dem Simeon Peak im Südwesten. Der Macy-Gletscher liegt östlich und südöstlich von ihm, der Huntress-Gletscher westlich und nordwestlich.
Bulgarische Wissenschaftler kartierten ihn zwischen 1995 und 1996. Die bulgarische Kommission für Antarktische Geographische Namen benannte ihn 2006 nach dem Dorf Paril und einem gleichnamigen Bergsattel zwischen dem Pirin- und dem Slawjankagebirge im Südwesten Bulgariens.